# Ádám Pintér
Ádám Pintér (nascut el 12 de juny de 1988 a Balassagyarmat) és un futbolista professional hongarès que juga pel Ferencvárosi TC com a migcampista defensiu, o fins i tot com a defensa central. També juga a la selecció hongaresa de futbol.
El 31 de maig de 2016 es va anunciar que el seleccionador Bernd Storck l'havia inclòs en l'equip definitiu d'Hongria per disputar l'Eurocopa 2016.

## Carrera de club

### MTK Budapest
El seu primer equip va ser l'MTK Budapest on hi va jugar des dels 18 anys, un total de quatre temporades.

### Reial Saragossa
El 2010 el Reial Saragossa el va contractar per quatre temporades.
En el seu primer any amb el Sarragossa, va jugar 9 partits, entre els quals els disputats contra els tres grans clubs de la lliga, Reial Madrid CF, FC Barcelona i València CF.
El 9 d'agost de 2013, Pintér i el club varen cancel·lar el contracte de mutu acord, i va esdevenir un agent lliure.

### Tom Tomsk
El 2 de setembre de 2013, en el darrer dia del mercat de fitxatges, fou anunciat oficialment com a nou jugador del Tom Tomsk, amb el qual va signar un contracte per un any. Pintér va debutar contra l'Anzhi Makhachkala.

### Levadiakos FC
El 5 d'agost de 2014, Pinter va signar un contracte de dos anys amb el Levadiakos de la Super Lliga grega. El 31 de juliol de 2015, va rescindir el seu contracte i deixà el club.

### Ferencváros
El 19 d'agost de 2015, Pintér fou contractat pel club Ferencvárosi TC de la primera divisió hongaresa.

## Estadístiques de club
A 18 maig 2014
| Club            | Temporada     | Lliga   | Lliga | Copa    | Copa | Copa de la Lliga | Copa de la Lliga | Europa  | Europa | Total   | Total |
| Club            | Temporada     | Partits | Gols  | Partits | Gols | Partits          | Gols             | Partits | Gols   | Partits | Gols  |
| --------------- | ------------- | ------- | ----- | ------- | ---- | ---------------- | ---------------- | ------- | ------ | ------- | ----- |
| MTK             | 2006–07       | 20      | 1     | 4       | 0    | 0                | 0                | 0       | 0      | 24      | 1     |
| MTK             | 2007–08       | 26      | 2     | 0       | 0    | 0                | 0                | 0       | 0      | 26      | 2     |
| MTK             | 2008–09       | 16      | 0     | 6       | 1    | 2                | 0                | 2       | 0      | 26      | 1     |
| MTK             | 2009–10       | 26      | 0     | 6       | 1    | 2                | 0                | 0       | 0      | 34      | 1     |
| MTK             | 2010–11       | 4       | 1     | 0       | 0    | 0                | 0                | 0       | 0      | 4       | 1     |
| MTK             | Total         | 92      | 4     | 16      | 2    | 4                | 0                | 2       | 0      | 114     | 6     |
| Reial Saragossa | 2010–11       | 9       | 0     | 2       | 0    | 0                | 0                | 0       | 0      | 11      | 0     |
| Reial Saragossa | 2011–12       | 17      | 0     | 0       | 0    | 0                | 0                | 0       | 0      | 17      | 0     |
| Reial Saragossa | 2012–13       | 18      | 0     | 2       | 0    | 0                | 0                | 0       | 0      | 20      | 0     |
| Reial Saragossa | Total         | 44      | 0     | 4       | 0    | 0                | 0                | 0       | 0      | 48      | 0     |
| Tom Tomsk       | 2013–14       | 10      | 0     | 4       | 0    | 0                | 0                | 0       | 0      | 14      | 0     |
| Tom Tomsk       | Total         | 10      | 0     | 4       | 0    | 0                | 0                | 0       | 0      | 14      | 0     |
| Levadiakos FC   | 2014–15       | 12      | 0     | 3       | 0    | 0                | 0                | 0       | 0      | 15      | 0     |
| Levadiakos FC   | Total         | 12      | 0     | 3       | 0    | 0                | 0                | 0       | 0      | 15      | 0     |
| Total carrera   | Total carrera | 146     | 4     | 24      | 2    | 4                | 0                | 2       | 0      | 176     | 6     |

## Estadístiques com a internacional
| Equip nacional | Temporada | Partits | Gols |
| -------------- | --------- | ------- | ---- |
| Hongria        | 2010      | 2       | 0    |
| Hongria        | 2011      | 5       | 0    |
| Hongria        | 2012      | 6       | 0    |
| Hongria        | 2013      | 4       | 0    |
| Hongria        | 2014      | 0       | 0    |
| Hongria        | 2015      | 2       | 0    |
| Hongria        | 2016      | 2       | 0    |
| Total          | Total     | 21      | 0    |